# Sommerlinde
Die Sommerlinde (Tilia platyphyllos), Sommer-Linde, auch Großblättrige Linde genannt, ist eine Pflanzenart aus der Gattung der Linden (Tilia) innerhalb der Familie der Malvengewächse (Malvaceae).

## Beschreibung

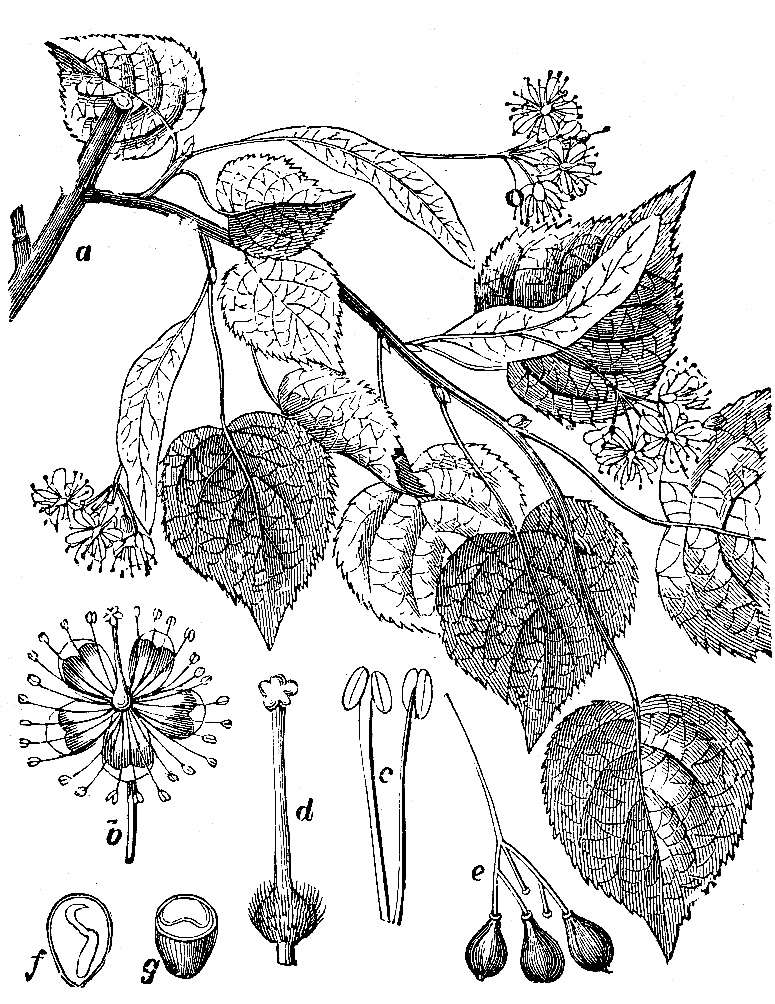
Großblättrige Linde (Sommerlinde), Illustration ausKarl Rothe, Ferdinand Frank, Josef Steigl: Naturgeschichte für Bürgerschulen. I. Verlag von A. Pichler's Witwe & Sohn, Wien 1895.
a. Zweige
b: Blüte
c: Staubblätter
d: Stempel
e: Früchte
f,g: Samen

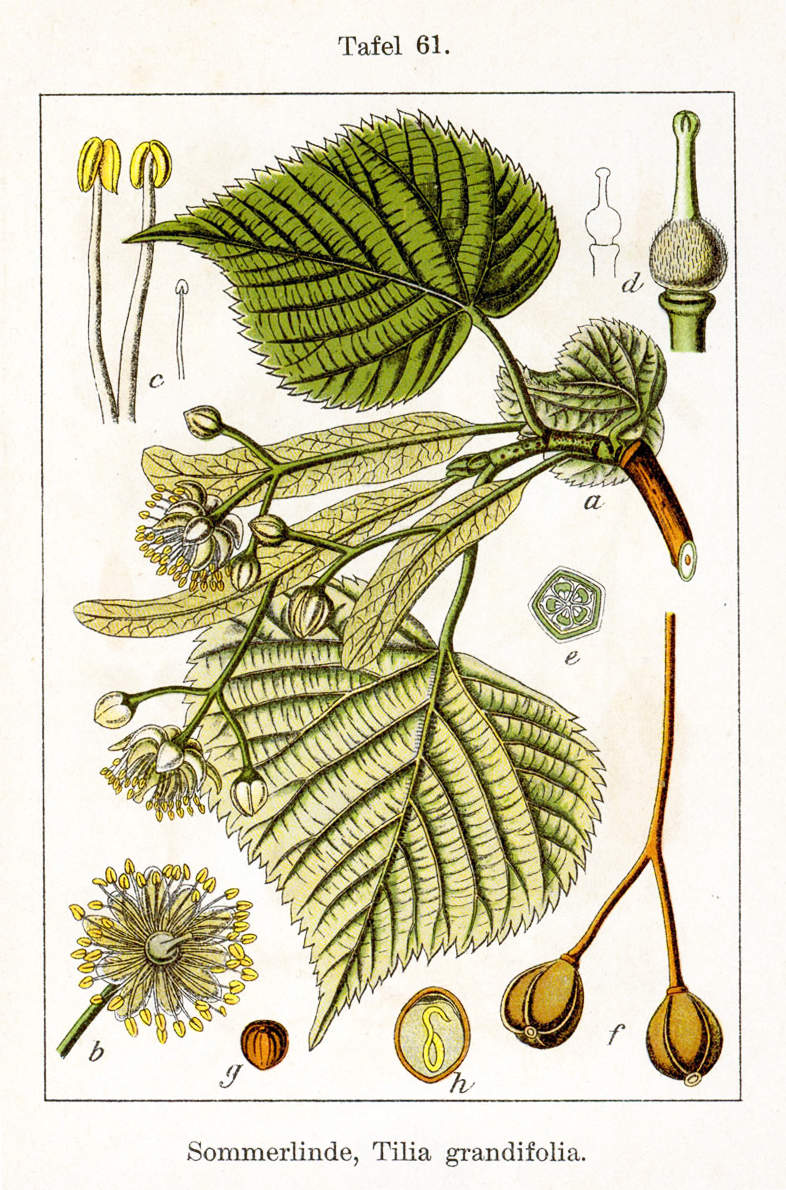
Illustration von Jacob Sturm

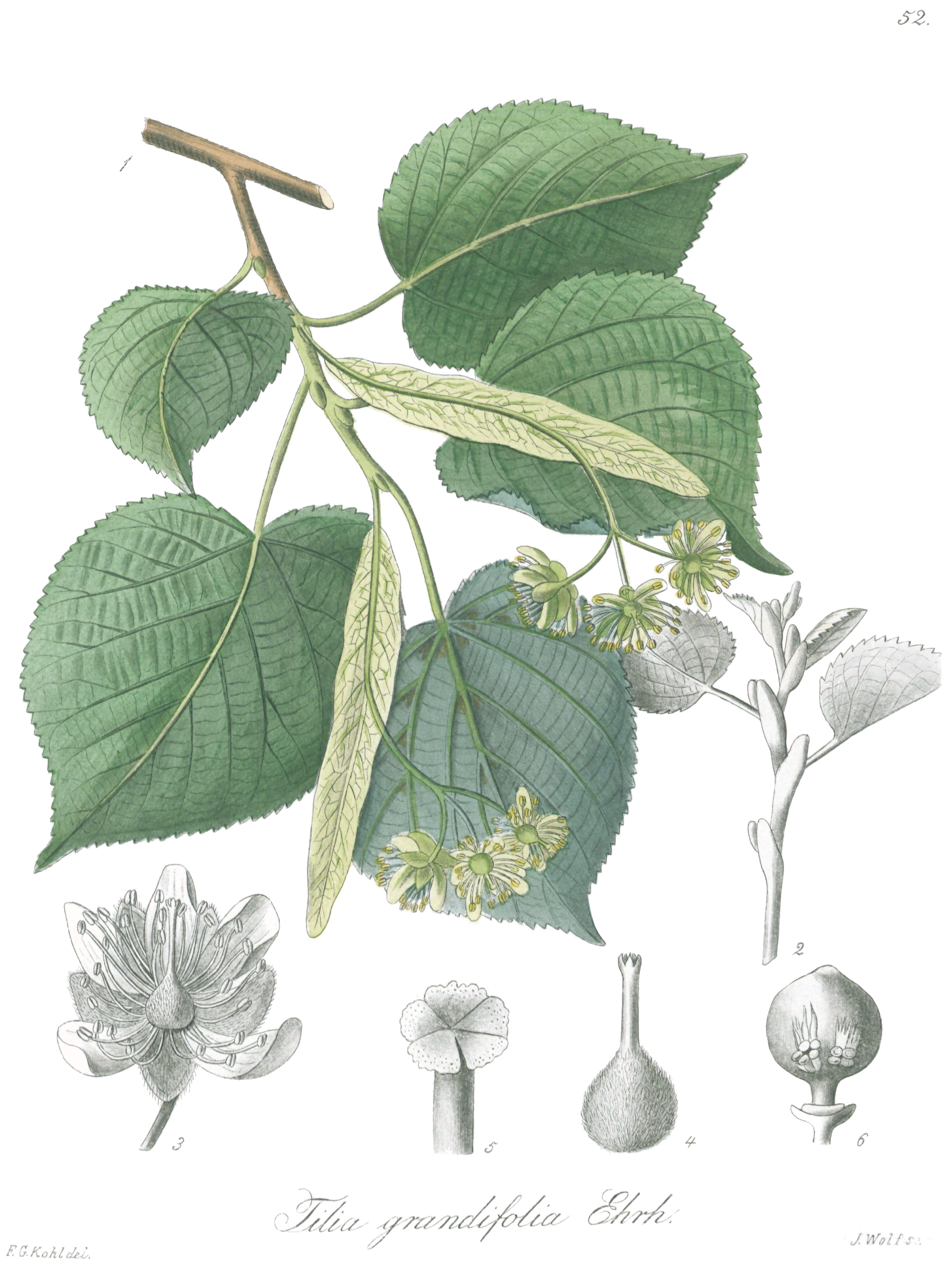
Illustration in Kohl 1895, Tafel 52

### Vegetative Merkmale
Die Sommerlinde ist ein sommergrüner Baum, der Wuchshöhen von 30, selten bis zu 40 Metern und einen Stammumfang von über 9 Metern erreichen kann. Die Baumkrone ist hoch mit ziemlich steil ansteigenden Ästen. Als junger Baum hat die Sommerlinde meist eine mehr halbkugelige Krone. Die Borke ist längsrissig und blättert alljährlich ab. Die Rinde junger Zweige ist rötlich-grün und deutlich behaart.
Die kahlen Knospen besitzen Knospenschuppen, die auf der dem Licht zugewandten Seite glänzend rot und auf der dem Licht abgewandten Seite gelblich-grün bis olivfarben sind. Die End- und Seitenknospen sind schmal bis breit eiförmig. Die Endknospen sind etwas zusammengedrückt und nicht größer als die Seitenknospen. Die Seitenknospen sind seitlich zusammengedrückt und vom Zweig abstehend.
Die wechselständig an den Zweigen angeordneten Laubblätter sind in Blattstiel und -spreite gegliedert. Der behaarte Blattstiel ist 2 bis 5 Zentimeter lang. Die einfache Blattspreite ist sehr variabel, zwischen 2 und 18 Zentimeter (Länge wie Breite) und eiförmig mit schiefer, mehr oder weniger herzförmiger Basis und rundlichem bis bespitztem oberen Ende. Der Blattrand ist mehr oder weniger scharf-kerbig gesägt. Die Blattoberseite ist dunkelgrün und behaart, die Blattunterseite gleichfarbig oder heller und vor allem auf den Blattadern dicht behaart mit weißlichen Bärtchen in den Nervenwinkeln.

### Generative Merkmale
Die Sommerlinde blüht im Juni und ist damit in Mitteleuropa die am frühesten blühende Lindenart. Meist drei oder vier (zwei bis fünf, manchmal bis zu sechs) gestielte Blüten befinden sich in einem hängenden trugdoldigen Blütenstand. Der Hauptstiel jedes Blütenstandes ist mit einem flügelartigen, 14 bis 18 Millimeter breitem und bis zu 8 Zentimeter langem, weißlich-grünem Hochblatt verwachsen.
Die zwittrigen Blüten sind bei einem Durchmesser von etwa 12 Millimetern radiärsymmetrisch und fünfzählig mit doppelter Blütenhülle. Die fünf gelblich-grünen Kelchblätter sind 4 bis 6 Millimeter lang. Die fünf gelblich-weißen Kronblätter sind länglich-eiförmig und 6 bis 8 Millimeter lang. Die etwa 30 Staubblätter sind etwas länger als die Blütenkrone. Der behaarte Fruchtknoten ist oberständig.
Die dickwandige, dicht behaarte Frucht ist bei einem Durchmesser von 7 bis 10 Millimetern kugel- bis birnenförmig mit vier oder fünf vortretenden Längsrippen. Die Frucht enthält meist einen, selten zwei Samen.
Die Chromosomenzahl beträgt 2n = 82.

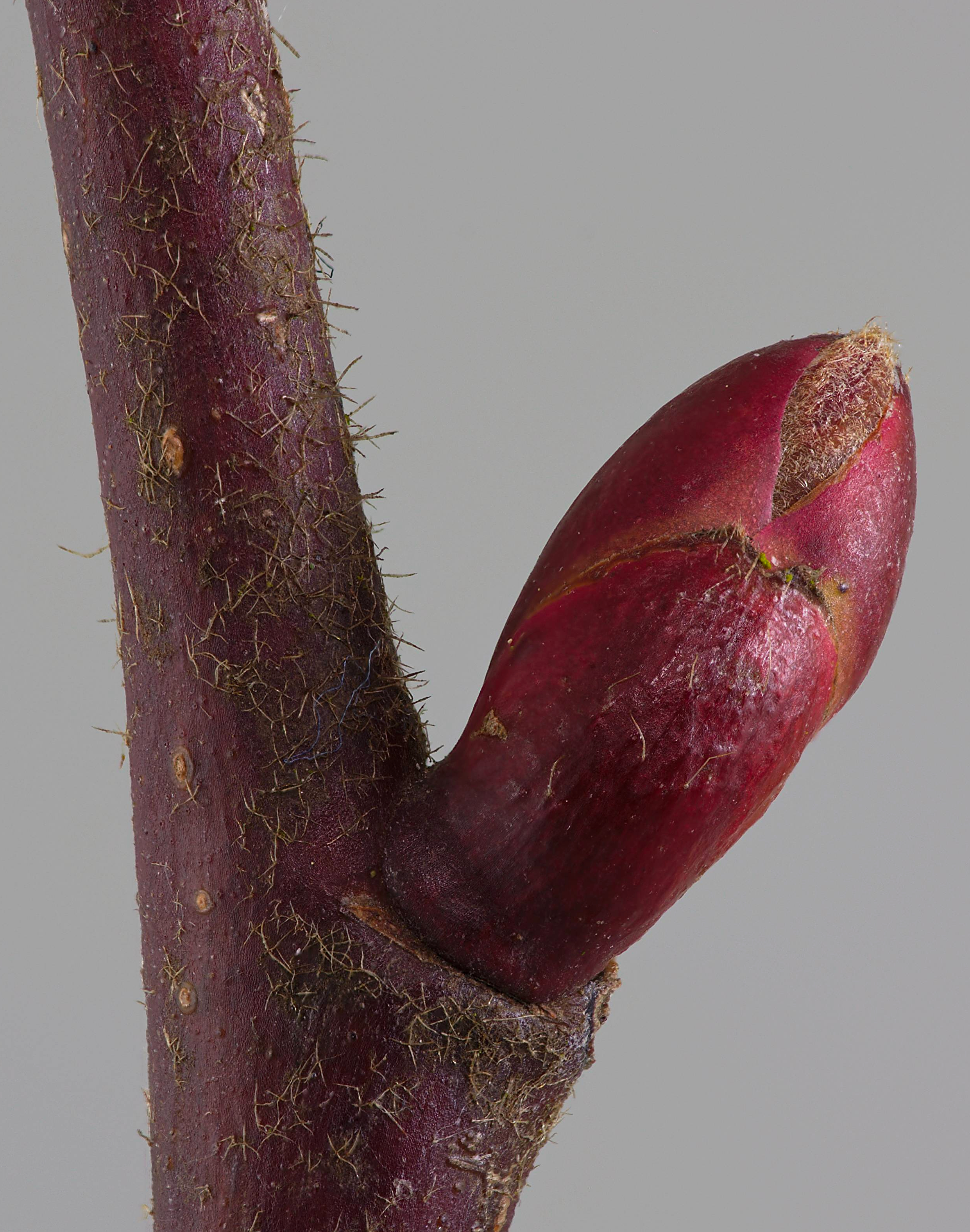
Sich öffnende Seitenknospe
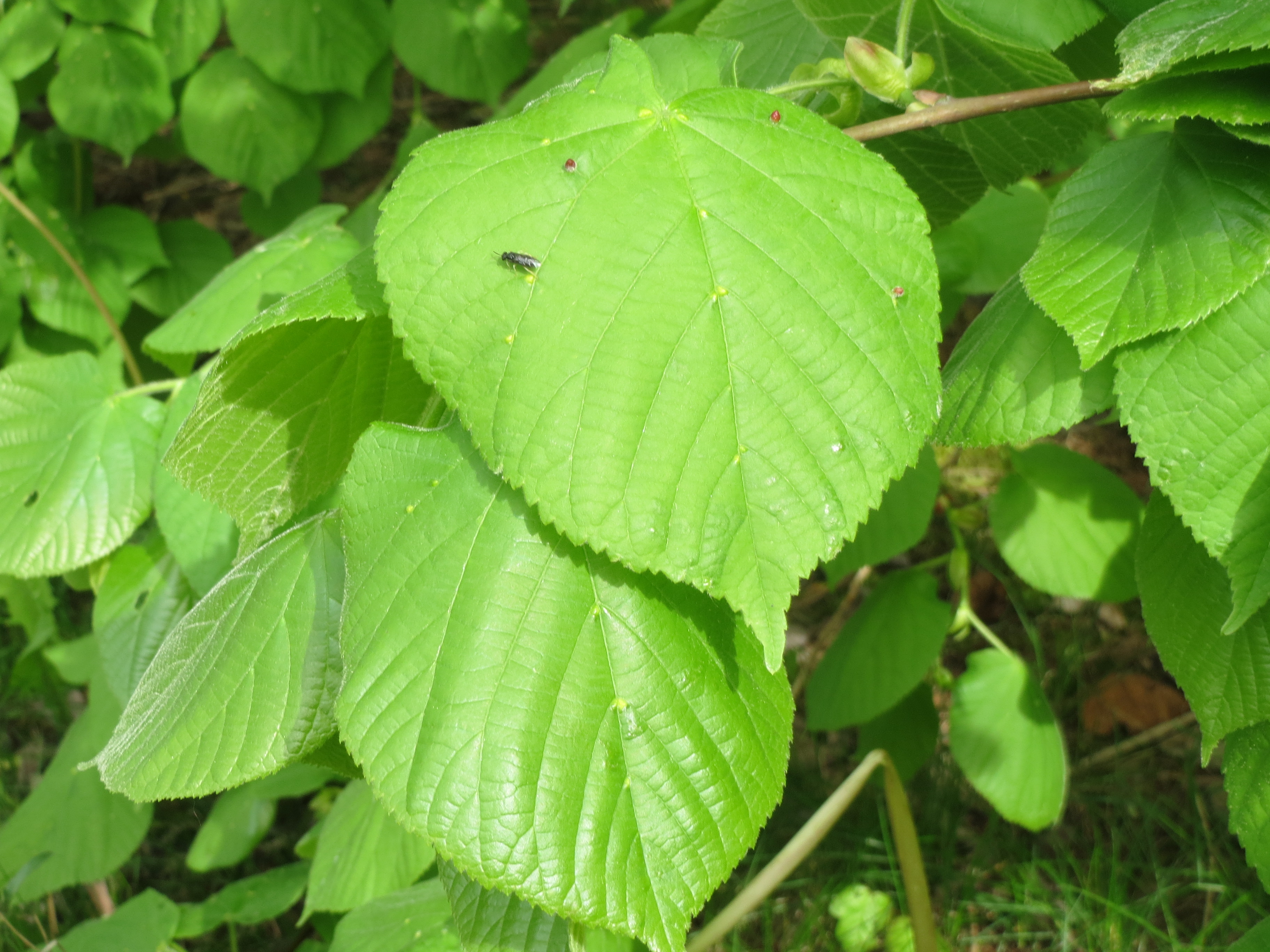
Laubblätter
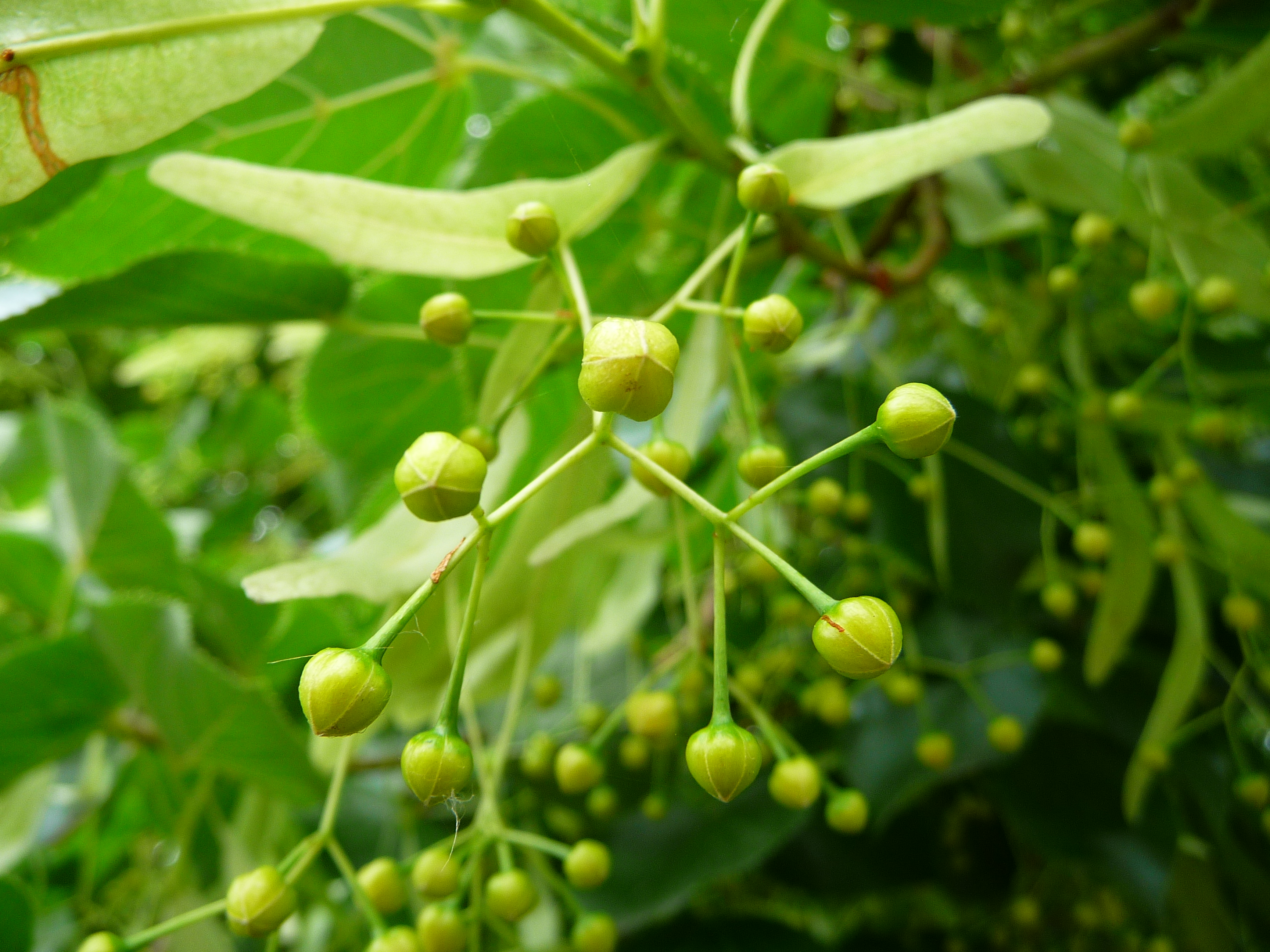
Blütenknospen
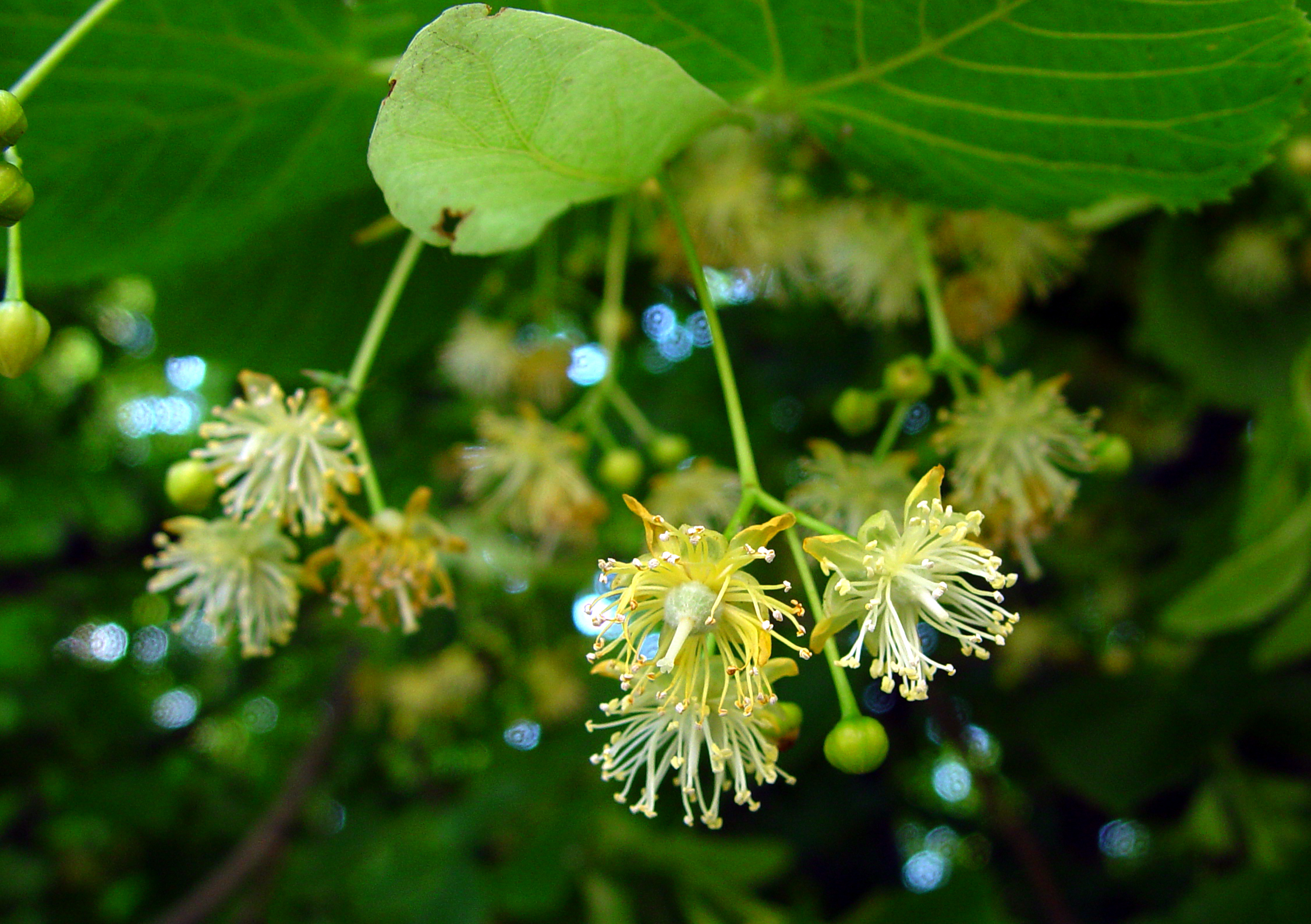
Blüten
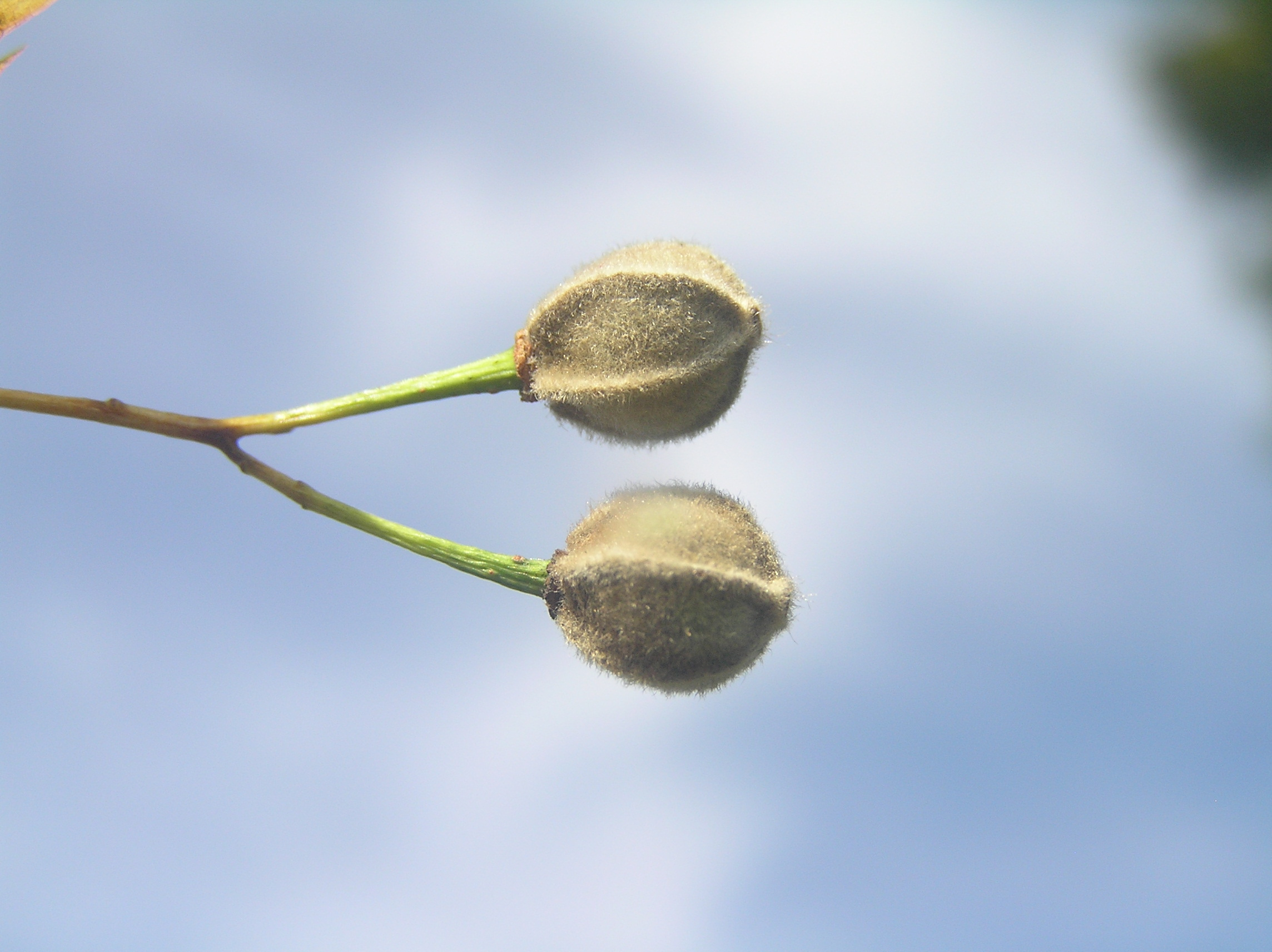
Früchte

Unterschied zwischen Sommer- und Winterlinde

## Systematik

### Taxonomie
Die Erstveröffentlichung von Tilia platyphyllos erfolgte 1772 durch Giovanni Antonio Scopoli in Flora Carniolica, 2. Auflage, Band 1, S. 373. Synonyme für Tilia platyphyllos Scop. nom. cons. sind 2017: Tilia braunii Simonk., Tilia cordifolia Besser, Tilia corylifolia Host, Tilia flava Rochel, Tilia grandifolia Hoffm., Tilia praecox Host, Tilia pyramidalis Host, Tilia rubra DC., Tilia sitnensis Kmet, Tilia platyphyllos subsp. braunii (Simonk.) C.K.Schneid., Tilia platyphyllos subsp. cordifolia (Besser) C.K.Schneid., Tilia platyphyllos subsp. pseudorubra C.K.Schneid., Tilia officinarum subsp. rubra (DC.) Hayek, Tilia platyphyllos subsp. sitnensis (Kmet) Domin.
Neben der Sommerlinde kommen aus der Gattung Linden (Tilia) in Mitteleuropa noch die Winterlinde und der Hybrid aus der Sommer- und der Winterlinde, die Holländische Linde vor. Die Silber-Linde ist in Südosteuropa verbreitet.

### Botanische Geschichte
Je nach Autor gibt es mehrere Unterarten, die auch als eigenständige Arten oder Synonyme aufgefasst werden:
- Herzblättrige Sommer-Linde (Tilia platyphyllos subsp. cordifolia (Besser) C.K.Schneider)
- Großblättrige Linde (Tilia platyphyllos subsp. grandifolia (Ehrh.) Vollm., Syn.: Tilia grandifolia Ehrh.)
- Gewöhnliche Sommer-Linde (Tilia platyphyllos Scop. subsp. platyphyllos)
- Tilia platyphyllos subsp. pseudorubra C.K.Schneider
- Tilia platyphyllos subsp. corinthiaca (K.Koch) Pigott: Diese Neukombination erfolgte 2002.[2]

Die Unterart Tilia platyphyllos subsp. caucasica (V.Engl.) Loria wird bei einigen Autoren als Unterart Tilia dasystyla subsp. caucasica (V.Engl.) Pigott zur Kaukasischen Linde (Tilia dasystyla Steven) gestellt.

## Vorkommen

Verbreitung der Sommerlinde
Natürliche Verbreitung× Isolierte Populationen
▲ Eingeführte und verwilderte Vorkommen (synanthropisch)

Die Sommerlinde ist in Mittel- und Südeuropa heimisch, kommt aber relativ selten wild vor. Es gibt Fundortangaben für Deutschland, Österreich, Liechtenstein, die Schweiz, Italien, Sizilien, Malta, Korsika, Frankreich, Andorra, Spanien, Bosnien und Herzegowina, Bulgarien, Albanien, Kroatien, Tschechien, Griechenland, Ungarn, Luxemburg, Belgien, die Niederlande, Montenegro, Nordmazedonien, Rumänien, Serbien, Slowakei, Slowenien, Norwegen, Polen, Dänemark, Schweden, das Vereinigte Königreich, die Ukraine und die Türkei. Die Wildbestände gehen seit 2000 Jahren zurück.
An schuttreichen Hangstandorten vermag sie sich aufgrund ihrer hohen Austriebskraft gegenüber anderen Baumarten durchzusetzen. Sie ist daher häufig in Hangschuttwäldern und Schluchtwäldern vertreten. Sie ist eine Charakterart des Verbands Tilio-Acerion, kommt aber auch in Gesellschaften des Verbands Fagion vor. Sie gilt als Baum der mittleren Gebirgslagen. Im Freistand entwickelt sie eine mächtige Krone, ist jedoch empfindlich gegen Spätfröste. Die Sommerlinde steigt in den Nordalpen meist bis auf 1000 m, in den Südalpen auch höher. In den Allgäuer Alpen steigt sie in Bayern am Gleitweg im Oytal in Strauchform bis zu einer Höhenlage von 1450 Metern auf. Im Berner Oberland steigt sie bis 1290 Meter, im Wallis am Dent de Morcles bis 1790 Meter auf.
Von den in Mitteleuropa autochthonen Linden ist die Sommerlinde die am weitesten verbreitete Art.
Die ökologischen Zeigerwerte nach Landolt et al. 2010 sind in der Schweiz: Feuchtezahl F = 3 (mäßig feucht), Lichtzahl L = 2 (schattig), Reaktionszahl R = 4 (neutral bis basisch), Temperaturzahl T = 4 (kollin), Nährstoffzahl N = 3 (mäßig nährstoffarm bis mäßig nährstoffreich), Kontinentalitätszahl K = 2 (subozeanisch).

## Ökologie

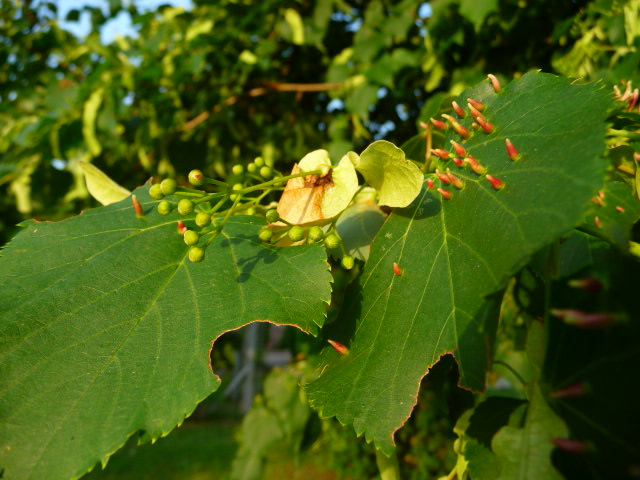
Blätter mit Horngallen der Lindengallmilbe (Eriophyes tiliae)

Linden werden häufig sehr alt (bis zu 1000 Jahre), was viele Baumdenkmäler in Deutschland zeigen. Der Volksmund behauptet, dass Linden „dreihundert Jahre kommen, dreihundert Jahre stehen und dreihundert Jahre vergehen“. Selbst uralte, hohle Linden entwickeln manchmal noch eine erstaunliche Vitalität. Das Geheimnis ihrer Langlebigkeit sind neue Innenwurzeln, die vom greisen Stamm aus in Richtung Boden wachsen, sich dort verankern und eine junge Krone bilden, wenn der alte Baum abstirbt. Die Linde verjüngt sich also sozusagen von innen heraus.
Die im Juni und Juli lebenden Raupen des Linden-Blütenspanners ernähren sich von den Stempeln und Staubgefäßen der Sommerlinde, seltener von deren Blütenblättern.

## Nutzung

### Forstwirtschaft
Die Sommerlinde spielt in Forstkulturen Mitteleuropas eine untergeordnete Rolle. Die Sommerlinde gehört zu den Baumarten mit der besten Austriebsfähigkeit. Diese schnellwüchsige Baumart wurde als Unterholz in Mittelwäldern herangezogen. Ihr Holz wurde, trotz des relativ geringen Brennwerts, daher als Brennholz genutzt.

### Zierpflanze
Als Park- und Alleebaum wird die Sommerlinde jedoch häufig verwendet.

#### Ausleseformen
- Aurea: Die Rinde der Jahrestriebe ist frisch hellgrün, wodurch diese Form im Winter sehr auffallend wirkt.
- Laciniata: Diese Form wird bis etwa 16 Meter hoch. Die Blätter sind kleiner als beim Typ (5 bis 6 cm lang). Die Blattspreite ist tief eingeschnitten und oft gekräuselt.

### Imkerei
Die Blüten der Sommerlinde sind in der Imkerei eine recht gute Bienenweide aufgrund des hohen Zuckergehalts ihres Nektars (bis zu 94 %) und seines hohen Zuckerwerts (bis zu 7,7 mg Zucker/Tag je Blüte). Honigerträge von rund 0,8 kg pro Blühsaison und Baum sind möglich.

### Kulinarisch
Die jungen, noch weichen Lindenblätter sind essbar und eignen sich wegen ihres ausgesprochen milden Geschmacks gut für Salat.

### Pflanzenheilkunde
In der Pflanzenheilkunde werden hauptsächlich die Blüten der Linde genutzt. Diese bestehen aus den getrockneten Blütenständen der Sommer- oder der Winterlinde. Der Droge wird eine antitussive, adstringierende, diaphoretische, diuretische, sedierende und analgetische Wirkung zugeschrieben, die bisher kaum durch experimentelle Daten gestützt ist. Anwendungsgebiete sind Katarrhe der Atemwege und trockener Reizhusten. Weiter werden Lindenblüten als Diaphoretikum bei fiebrigen Erkältungs- und Infektionskrankheiten genutzt, bei denen eine Schwitzkur gewünscht ist. Für die therapeuthische Verwendung bei Erkältungskrankheiten und trockenem Reizhusten liegt eine Positiv-Monographie der Kommission E (1990) vor. Ihre Wirksamkeit wird zudem durch die Erfahrung in der Hausmedizin belegt.
Ein Extrakt der Sommer-Linde hat in vitro eine hemmende Wirkung auf die Pankreaslipase des Schweins gezeigt.
Leonhart Fuchs erwähnt in seinem Kräuterbuch von 1543 verschiedene Anwendungen der Blätter und der Rinde sowie eine Zubereitung aus Lindenblüten („auß Linden blůst ein Conserua/oder zucker“). Erst im 17. Jahrhundert entdeckte man offenbar die schweißtreibende Wirkung des Lindenblütentees, der als Heilmittel eingesetzt wird. Zuvor schon soll der unmittelbare Blütenduft genutzt worden sein.

### Verwendung des Holzes
Das Holz der Sommer-Linde unterscheidet sich nicht vom Holz der Winter-Linde und der Holländischen Linde. Bei der Verwendung des Holzes wird daher nicht zwischen diesen Arten unterschieden. Die Hauptnutzung des Lindenholzes liegt in der Bildhauerei, der Schnitzerei und Drechslerei. Vor allem die berühmten Werke der Spätgotik, so von Tilman Riemenschneider oder Veit Stoß, wurden häufig aus Lindenholz hergestellt. Für Schnitzarbeiten wird jedoch häufiger das leichter beschaffbare Holz der Weymouths-Kiefer (Pinus strobus) eingesetzt.

## Kulturelle Bedeutung

### Die Dorflinde, die Tanzlinde, die Gerichtslinde
In vielen Regionen Deutschlands wurde der Dorfmittelpunkt einst mit Sommerlinden gekennzeichnet. Er war Verkündstätte, Versammlungsort, hier wurde Gericht gehalten. Noch Kurfürst August von Sachsen unterzeichnete seine Verordnungen mit „Gegeben unter der Linde“. Bekannte Gerichtslinden sind zum Beispiel die Mahllinden bei Oberdorla und die Gerichtslinde (Mallinde) oberhalb Berka v. d. Hainich.
Es fanden jedoch auch die Feste des Dorfes unter der Linde statt. In manchen Orten wurde dafür sogar ein Tanzboden hoch oben zwischen den Ästen der Linde aufgebaut. Die seitliche Einfassung der „Lindenzimmer“ bildeten Hohlbrüstungen, die mit geleiteten Lindentrieben geschlossen wurden. Das fröhliche Treiben fand dann inmitten des Baumes statt. Auch die Musikanten spielten dort oben auf. Erhalten sind unter anderem die Tanzlinden von Limmersdorf bei Bayreuth, von Galenbeck in Mecklenburg-Vorpommern und Effeltrich. Eine andere ehemalige Tanzlinde ist die von Schenklengsfeld in der Nähe von Bad Hersfeld.
Eine weitere Besonderheit sind die sogenannten Apostellinden, bei denen zwölf Äste einer Linde künstlich in die Breite gezogen wurden und die weit ausladenden Äste mit Eichen- oder Steinsäulen gestützt werden. Damit entsteht eine riesige Lindenlaube. Die bekannteste Apostellinde ragt in Gehrden bei Warburg und kann über eine eiserne Wendeltreppe erklommen werden. Eine weitere schmückt die Ortsmitte in Effeltrich, wo die niedrige, weit ausladende Krone von einem zweireihigen Balkengerüst mit 24 Stützen getragen wurde.
Alte Sommerlinden in der Feldflur oder im Wald kennzeichnen häufig Dorfwüstungen. Die Sambacher Linde westlich von Mühlhausen stand beispielsweise früher im Zentrum des Weilers Tutterode.
In Norddeutschland, insbesondere in Westfalen, wurden Sommerlinden auf die Westseite der Häuser gepflanzt und Jahr für Jahr wie ein Spalier parallel zum Haus beschnitten. Diese natürliche Außenhaut hält im Sommer die Sonne vom Haus und kühlt dieses, im Herbst wurde das Laub als Futter oder Einstreu abgeschnitten und die Herbst- und Wintersonne konnte das Haus wärmen.

### Die Linde in der Religion
Linden sind im germanischen Glauben der Göttin Freya geweiht. Da Freya als Göttin der Liebe, Schönheit und Fruchtbarkeit gilt, lassen sich auch symbolische Bedeutungen (siehe unten) und Bräuche (Dorffeste dienten früher unter anderem der Paarbildung) darauf zurückführen.
Analog dazu gelten Eichen dem Gott Thor geweiht.

### Die Linde in der Symbolik
Die Linde ist das Symbol ehelicher Liebe, der Güte, der Gastfreundschaft und Bescheidenheit. Diese Symbolik soll auf Ovids Erzählung von Philemon und Baucis zurückgehen, dem alten Ehepaar, das sich nichts mehr erwünschte als gemeinsam zu sterben, damit keiner von ihnen den Tod des anderen erleben müsse. Zeus erfüllte ihnen diesen Wunsch; als der Tod zu ihnen kam, verwandelte er die beiden in Bäume: Philemon in eine Eiche und Baucis in eine Linde.

### Die Linde in der Literatur
Bettina Brentano schrieb einst an ihren Bruder Clemens:

„Die Linden blühen, Clemente, und der Abendwind schüttelt sich in ihren Zweigen. Wer bin ich, daß ihr mir all euren Duft zuweht, ihr Linden? Ach, sagen die Linden, du gehst so einsam zwischen unseren Stämmen herum und umfaßt unsre Stämme, als wenn wir Menschen wären, da sprechen wir dich an mit unserm Duft.“

### Die Linde in der Musik
Die Sommerlinde hat auch im deutschen Volksliedgut Eingang gefunden. Die erste Strophe des bekannten Liedes Am Brunnen vor dem Tore von Wilhelm Müller nach der Melodie von Franz Schubert lautet:
Am Brunnen vor dem Tore, da steht ein Lindenbaum:

ich träumt in seinem Schatten so manchen süßen Traum;

ich schnitt in seine Rinde so manches liebe Wort;

es zog in Freud und Leide zu ihm mich immer fort.
In der ersten Strophe des bekannten deutschen Volksliedes Kein schöner Land in dieser Zeit wird die Linde als Treffpunkt erwähnt:
Kein schöner Land in dieser Zeit,

als hier das uns’re weit und breit.

Wo wir uns finden

wohl unter Linden

zur Abendzeit.

### Die Linde in der Gastronomie
Der häufigste Gasthausname in Deutschland ist mit über 1000 Nennungen „Zur Linde“.

## Bekannte Sommerlinden
- Allenspacher Hoflinde auf einer Höhenlage von über 900 Metern in einem Trockental des Großen Heubergs, mehr als 500 Jahre alt
- Linde in Wiesenbach, Gemeinde Blaufelden (Baden-Württemberg), etwa 800 Jahre alt
- Sogenannte tausendjährige Linde von Neuenstadt am Kocher, das auch 'Neuenstadt an der Linde' hieß. Sie wurde durch etwa 100 Sandsteinsäulen des 16. bis 18. Jahrhunderts gestützt. Die Linde, es war eine Sommer-Linde[24], wurde 1945 zerstört; die Sandsteine sind erhalten.
- Linde Sorgau
- Tanzlinde in Effeltrich (Bayern)
- Hindenburglinde in Ramsau bei Berchtesgaden (Bayern)
- Große Linde bei Teuchatz, Gemeinde Heiligenstadt in Oberfranken (Bayern)
- Wolframslinde in Ried (Bayern)
- Linde in Schenklengsfeld (Hessen)
- Riesenlinde zu Heede (Niedersachsen)
- Collmer Linde (Sachsen), ältester Baum Sachsens und Nationalerbe-Baum[25]
- Königslinde in Lengefeld (Sachsen)
- Linner Linde in Linn (Aargau, Schweiz)
- Schmorsdorfer Linde in Müglitztal (Sachsen)
- Hohbäumle-Linde (Baden-Württemberg)
- Wichmann-Linde in Neuruppin an der Stadtmauer, südöstlich des Chores der Neuruppiner Klosterkirche.[26]

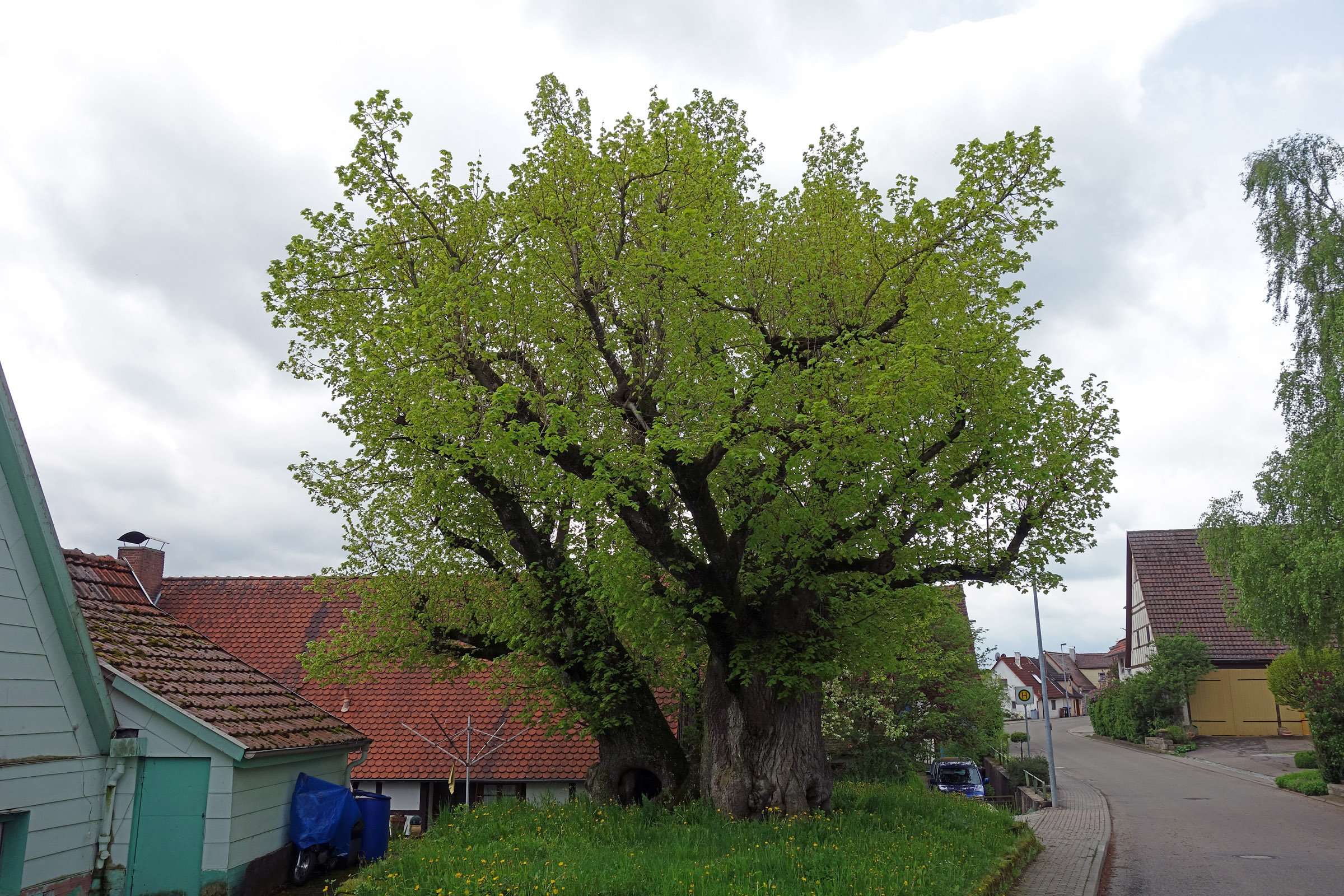
Linde in Wiesenbach
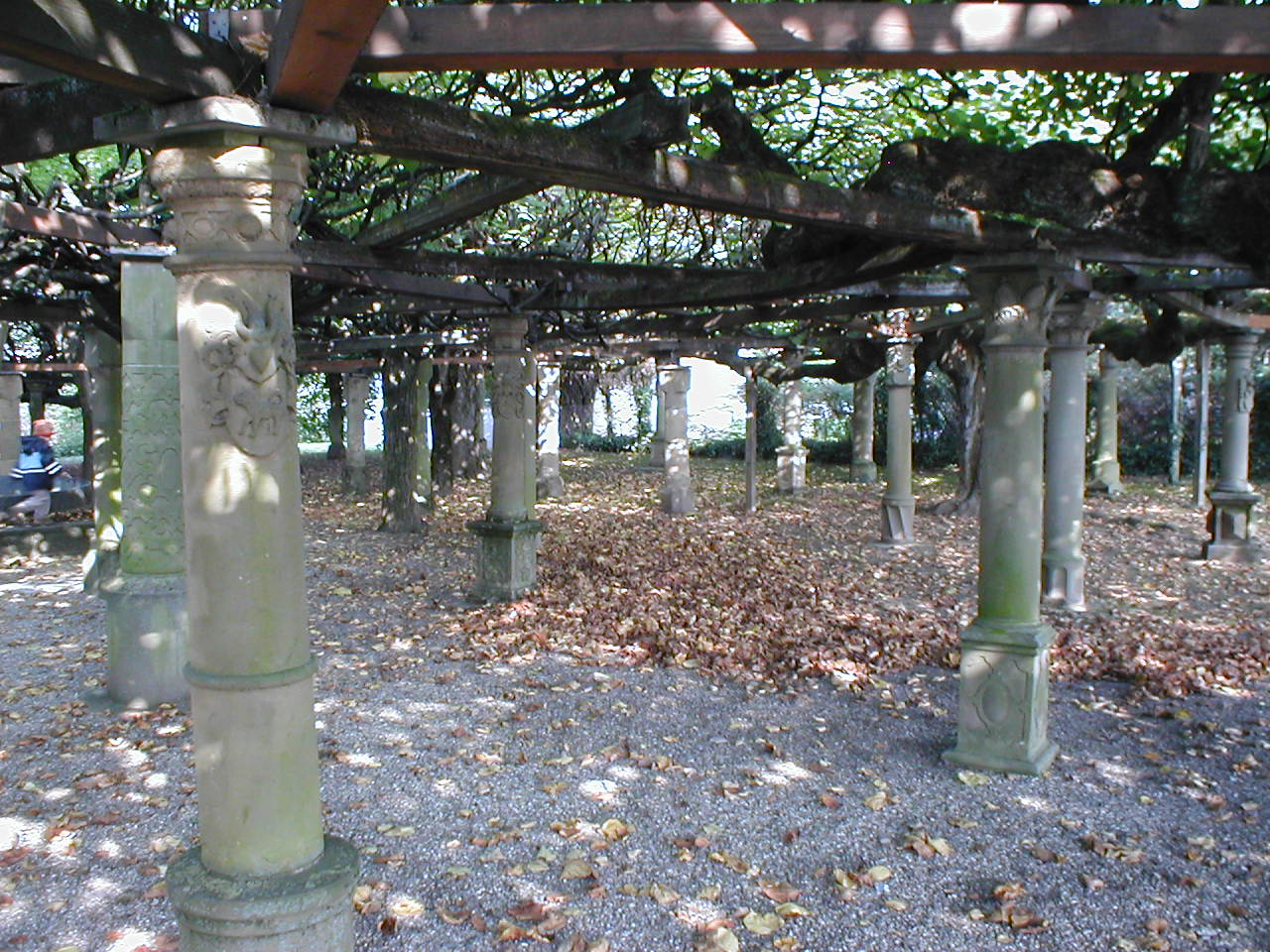
Lindenanlage von Neuenstadt am Kocher
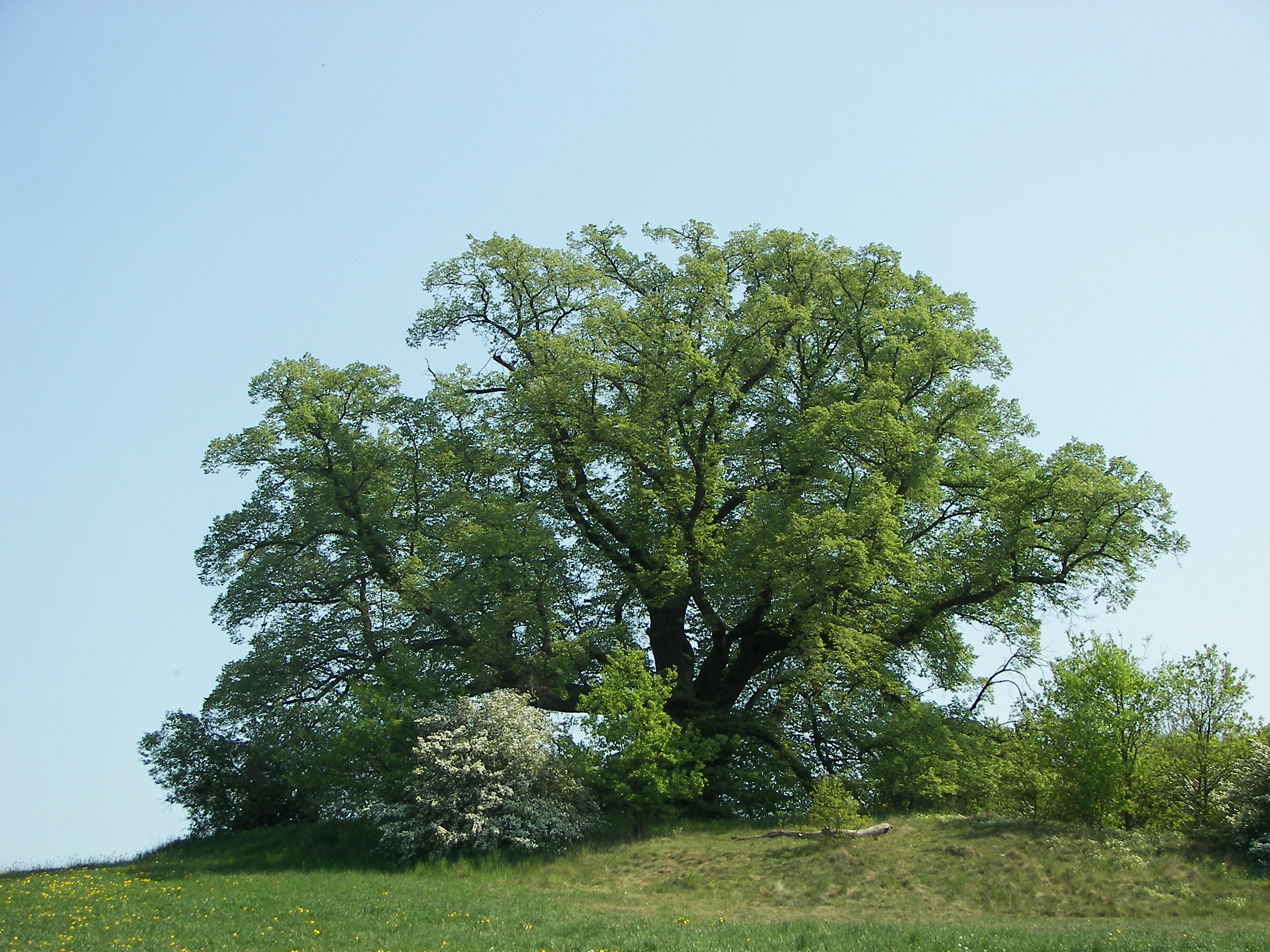
Gerichtslinde in Wetter-Amönau
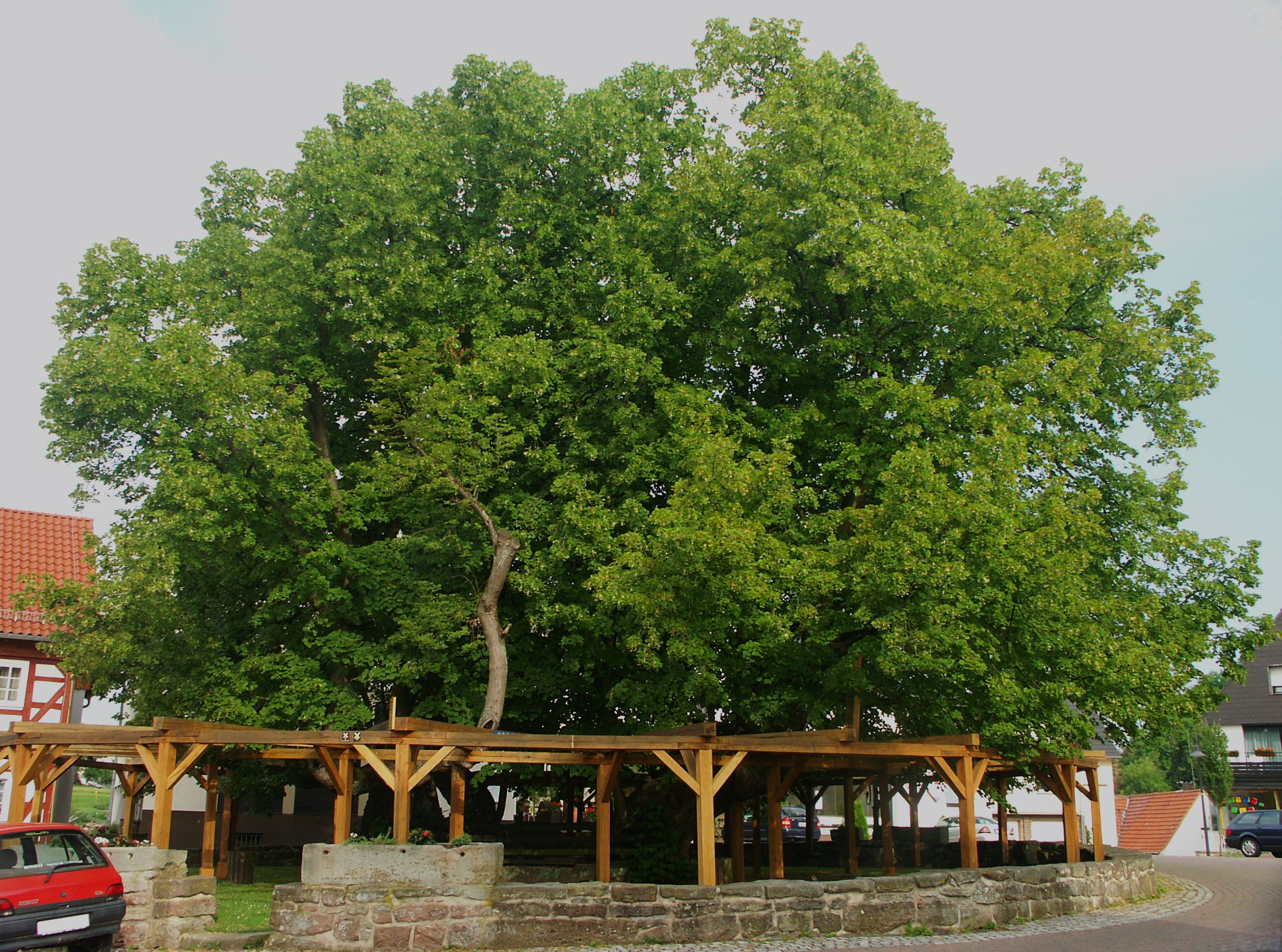
Linde in Schenklengsfeld, ältester Baum Deutschlands
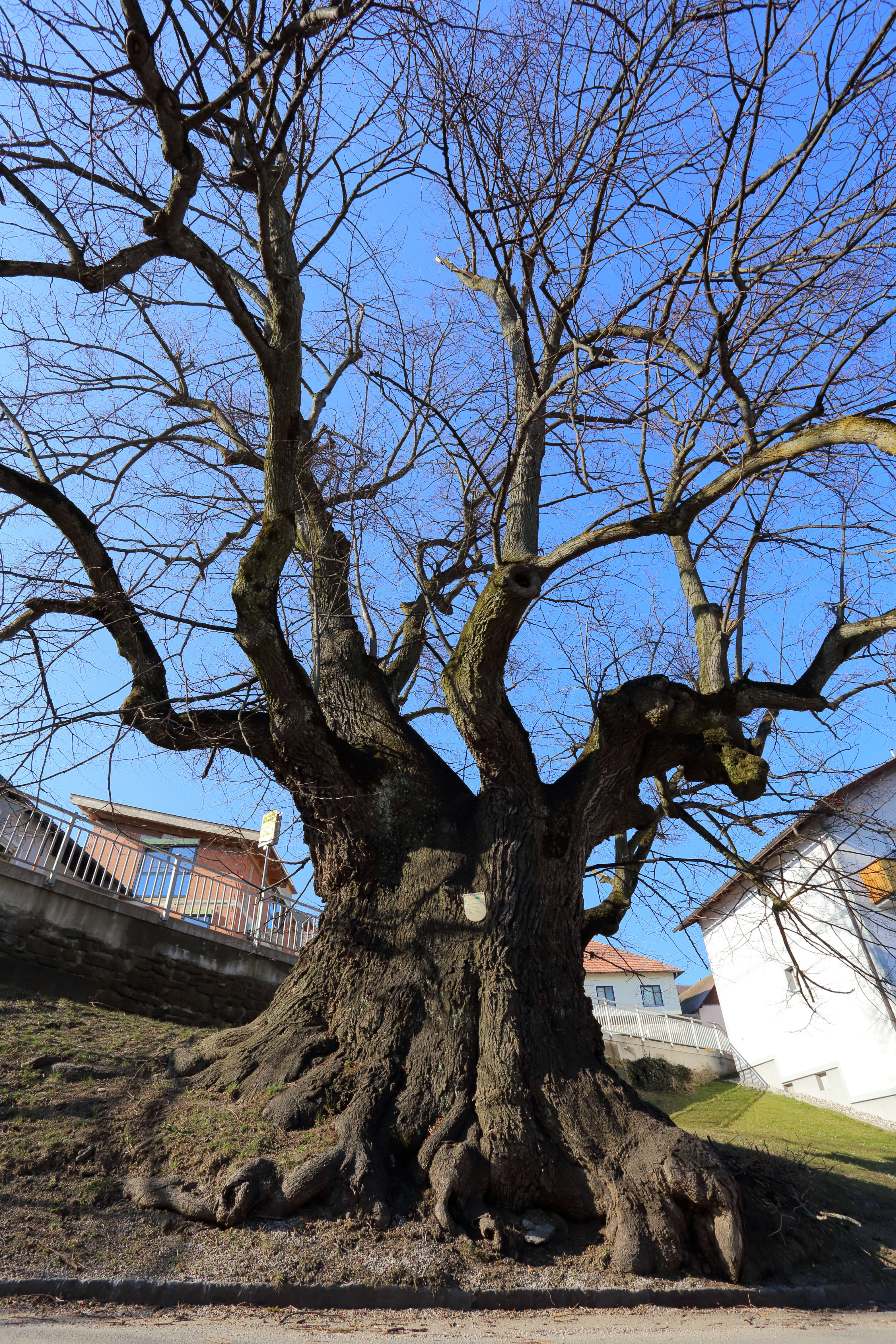
Habitus der rund 700 Jahre alten Sommerlinde in Hochneukirchen

## Sonstiges
Die Sommerlinde war 1991 Baum des Jahres.